# R. Kelly
Robert Sylvester Kelly (n. 8 ianuarie 1967), cunoscut sub numele de scenă R. Kelly, este un cântăret, textier, producător, și actor american.
De asemenea, este un prădător sexual condamnat pentru trafic sexual și abuz sexual grav. A fost găsit vinovat în 2021 de multiple acuzații, inclusiv trafic de persoane, şantaj și exploatare sexuală a femeilor și fetelor minore, folosindu-se de faima și averea sa pentru a atrage și manipula victimele. Procesul său a scos la iveală detalii despre abuzuri sistematice, amenințări și control riguros asupra victimelor sale, unele dintre ele fiind minore la momentul abuzurilor. În 2022 a fost condamnat la 30 de ani de închisoare pentru aceste fapte grave.

## Biografie
Robert Sylvester Kelly s-a născut și a crescut în South Side din Chicago, Illinois, fiind al treilea din cei patru copii ai familiei. Kelly este al treilea din cei patru copii. Singura mamă a lui Kelly, Joanne, este cântăreață. Tatăl lui Kelly va fi plecat pentru tot restul vieții sale. Familia lui Kelly a locuit la casele Ida B. Wells din cartierul Bronzeville din Chicago. Lena McLin descrie casa lui Kelly în cuvintele ei: "A fost strâns. O masă, două scaune. Nu a existat în mod clar prezență paternă aici. Kelly cântă pentru prima dată într-un cor la vârsta de opt ani.
Kelly a crescut într-o casă de femei, un mediu în care reacționează diferit în timpul absenței mamei și bunicilor săi. În copilărie, Kelly este abuzată în mod regulat sexual de o femeie tânără, cu zece ani mai în vârstă decât el. "Am fost atât de speriat și de rușine", spune Kelly în autobiografia sa că nu a spus niciodată ce i s-a întâmplat. Kelly se îndrăgostește la vârsta de 8 ani. El și prietena lui, Lulu, jură că în acest moment sunt "iubiți pentru viață". Cu toate acestea, ultimul lor moment a mers prost când, în timpul unei lupte de lângă un pârâu, Lulu a fost împins în apă și prins de curent. Ea va fi găsită moartă înecată. Kelly citează Lulu ca prima inspirație muzicală. 
La vârsta de 11 ani, a fost împușcat pe umăr în timp ce se îndrepta spre casă; mingea se pare că ar fi încă așezată în umăr. Kelly a studiat la Academia Kenwood din cartierul Hyde Park din Chicago în 1980, unde a întâlnit-o pe profesoara Lena McLin, care îl va încuraja pe Kelly să participe și să cânte Ribbonul lui Stevie Wonder în cer la un spectacol talentat organizat. la liceul său. Lena Mclin încurajează, de asemenea, tinerii Kelly să oprească baschetul. Ea explică că inițial a greșit, dar și-a schimbat mintea după ce a participat la concurs. Kelly joacă în echipa de baschet cu viitorul jucător Ben Wilson. El va cântă că este atât de greu să-i spui ieri la funeraliile acestuia. Mama lui Kelly a murit în 1993.

### Controversă
În 1994 au apărut zvonuri conform cărora Kelly s-a căsătorit cu cântăreața Aaliyah, care la acea vreme avea numai 15 ani. Zvonurile au fost infirmate de ambii artiști.

## Scandal legat de viol și acuzarea de pornografie
În iunie 2002 Kelly a fost acuzat în 21 de cazuri de relații sexuale cu o minoră. Până la urmă acuzațiile au fost reduse la solicitarea unei minore pentru pornografie infantilă și realizarea a 7 casete video cu pornografie infantilă, pentru care a fost achitat pe 13 iunie 2008.

## Discografie

### Albume
- 1992: Born into the '90s
- 1993: 12 Play
- 1995: R. Kelly
- 1998: R.
- 2000: TP-2.com
- 2002: The Best of Both Worlds (cu Jay-Z)
- 2003: Chocolate Factory
- 2003: The R. in R&B Collection, Vol. 1
- 2004: Happy People/U Saved Me
- 2004: Unfinished Business (cu Jay-Z)
- 2005: TP-3: Reloaded
- 2005: Remix City Vol. 1
- 2007: Double Up
- 2009: Untitled
- 2010: Love Letter
- 2012: Write Me Back
- 2013: Black Panties
- 2014: White Panties[5]
- 2015 : The Buffet
- 2016 : 12 Nights of Christmas

### Albume nelansate
- 2002: Loveland
- 2006: Making Babies
- 2006: Musical Virus

## Filmografie
| An        | Titlu                                             | Rol                                       | Note                                                         |
| --------- | ------------------------------------------------- | ----------------------------------------- | ------------------------------------------------------------ |
| 1995-2003 | Down Low Films                                    | Robert                                    | Rolul principal, scenarist și producător                     |
| 2004      | Fade to Black                                     | Rolul său                                 | Documentar                                                   |
| 2005      | Trapped in the Closet Chapters 1-12               | Sylvester                                 | Rolul principal, regizor și producător, ("Grammy nominated") |
| 2006      | Live The Light It Up Tour                         | Rolul său                                 | "Live Concert"                                               |
| 2007      | Trapped in the Closet Chapters 13-22              | Sylvester, Pimp Lucius                    | Rolul principal, regizor și producător, ("Grammy Nominated") |
| 2007      | Trapped in the Closet. The BIG Package            | Sylvester, Pimp Lucius                    | Rolul principal, regizor și producător                       |
| 2011      | The X Factor (NL)                                 | Rolul său                                 | Performance                                                  |
| 2011      | The One8 Project: Hands Across the World          | Rolul său                                 | Documentar, Music                                            |
| 2012      | Trapped in the Closet: The Next Installment       | Sylvester, Pimp Lucius, Beno and more     | Rolul principal, regizor și producător                       |
| 2012      | The X Factor (US)                                 | Rolul său                                 | Performance                                                  |
| 2012      | The View                                          | Rolul său                                 | Guest and Performance                                        |
| 2012      | R. Kelly: The King Lives                          | Rolul său                                 | Documentar și Interviu                                       |
| 2012      | Soulacoaster: R Kelly Interview with Tavis Smiley | Rolul său                                 | Interview, Talk-Show                                         |
| 2013      | CRWN (With Elliot Wilson)                         | Rolul său                                 | Live Interview                                               |
| 2013      | Saturday Night Live                               | Rolul său                                 | Guest and Performance                                        |
| 2013      | The View                                          | Rolul său                                 | Guest and Performance                                        |
| 2013      | Jimmy Kimmel Live!                                | Rolul său                                 | Guest and Performance                                        |
| 2013      | Arsenio Hall Show                                 | Rolul său                                 | Guest and Performance                                        |
| 2013      | Big Morning Buzz Live                             | Rolul său                                 | Guest                                                        |
| 2014      | Trapped in the Closet Chapters 34-                | Sylvester, Pimp Lucius, Randolph and more | Rolul principal, regizor și producător                       |
| 2014      | Trapped in the Closet: The Movie                  | TBA                                       | TBA                                                          |